# Aleksander Kovač
Aleksander Kovač, slovenski basist, operni in koncertni solist, * 1. maj 1920, Debrecen, Madžarska, † (?) 2008, Horjul.
Aleksander Kovač solist Opere Slovenskega narodnega gledališča v Mariboru se je rodil v Debrecenu, mladost pa preživel v Celju, kjer je že pri štirinajstih letih kot varilec dela v tovarni emajlirane posode. Petje se je učil v letih 1939—1941 in 1945—1948 pri profesorici Heleni Lapajne v Celju ter 1949—1950 pri profesorju Milošu Brišniku v Mariboru. Od 1948 je nastopal v zboru, od 1952—1971 pa kot solist v Operi SNG v Mariboru. Tu je oblikoval več kot 60 lirskih basovskih vlog in z njimi pomembno zaznamoval ustvarjalnost mariborske Opere. Kovač je bil tudi kipar samouk; iz varjenega železa je med drugim oblikoval operne like.